# АКТА
Трговински споразум против фалсификације, скраћено АКТА (енгл. Anti-Counterfeiting Trade Agreement) је међународни договор који има за циљ успостављање међунардоних стандарда за заштиту интелектуалне својине, потписан 1. октобра 2011. године између САД, Јапана, Канаде, Марока, Новог Зеланда, Сингапура и Јужне Кореје а договору се почетком 2012. придружила и Европска унија.

## Државна тајна
Почеци преговора о настанку АКТА датирају из 2006. године када САД са својим најближим савезницима почела тајне преговоре. У овој почетној фази суделовали су САД, Јапан, Европска унија и Швајцарска а 2008. су се придружили и Аустралија, Јужна Кореја, Мароко, Мексико, Нови Зеланд и Сингапур.
Сами преговори су држани у најстрожој тајности, а сама чињеница да се уопште одржавају, открио је Викиликс 2008. године. Након таквог изласка у јавност тајних преговора разне организације и појединци су захтевали да владе дају податке о самим преговорима и о чему се преговара, а добијени одговори су били:
- Европска унија је прогласила преговоре државном тајном с објашњењем да би појава информација ослабила преговарачку позицију ЕУ и покварила политичке односе с државама партнерима[1]
- Канада је издала име документа о којем се преговара док је све друго остала државна тајна[2]
- Нови Зеланд је такође преговоре прогласио државном тајном и обећао да ће покушати код држава партнера да добије допуштење за објаву података[3][4]
- САД су одбиле да објаве податке о АКТА преговорима с објашњењем да би нанели штету државној сигурности[5], а због истог разлога по одлуци председника овај интернационални договор неће никада бити дат америчком Конгресу на гласање.

## Подршка и критике
АКТА договор је добио подршку корпорација које се баве производњом филмова, серија, музике и слично као и од корпорација које се баве производњом лекова. У документу који је дошао у јавност „Motion Picture Association of America“ то јест удружења 6 највећих холивудских филмских студија је писало 2010. АКТА преговарачима да подрже договор пошто он допушта:
- Осим блокирања пиратерије на интернету, гашење/блокирање интернет страница које праве проблеме Вашој влади као што је на пример Викиликс[6]

Корпорације које се баве производњом лекова су такође дале пуну подршку овом договору јер АКТА даје приоритет заштити ауторских права пред свим осталим или у овом случају пред генеричким лековима који се могу производити након истека ауторских права што доводи до 50 - 90% снижења цене лекова чему се оригинални произвођачи жестоко противе. По АКТА правилима оригинални произвођач ће у неким случајевима моћи да заплени и уништити пошиљку генеричких лекова иако су они произведени по свим правилима па је поводом тога из протеста европски преговарач Кадер Ариф поднео оставку из протеста пошто по његовом мишљењу АКТА доводи до криминализације генеричких лекова

## Спровођење договора и кажњивост
По АКТА договору интернет провајдери морају да сакупљају податке о својим корисницима и ономе што они скидају с интернета како би се против њих могле покренути законске казнене акције, што по мишљењу критичара договора крши приватност корисника. Истрага осумњиченог корисника који би у случају да се докаже кривим, платио би у Канади максималну казну од 500 долара. Такође би било противзаконито да интернет корисник користи програм са којим се може маскирати властита ИП адреса.
Друго важно правило АКТА је да на граници полиција има законско право да провери све податке које особа која прелази границу има на свом мобилном телефону или компјутеру како би проверила да ли се крши АКТА правила.

## Досадашња примена
Сам АКТА договор по питању пиратског скидања филмова, музике и слично је други али много драстичнији начин скупљања додатних финансијских прихода за медијску индустрију пошто у европским државама, САД компјутерски корисници већ десетак година плаћају порез на будуће противзаконито кориштење тврди дискова, ЦД-а, DVD-а и слично. Тај порез за мобилне телефоне само по питању музике на пример у Италији износи 1, у Белгији 2, а у Аустрији 12 евра, док европска интернет индустрија и индустрија мобилних апарата процењује како ју је тај порез директно коштао милијарду и 200 милиона евра.